# Polyscias acuminata
Polyscias acuminata là một loài thực vật có hoa trong Họ Cuồng cuồng. Loài này được (Wight) Seem. miêu tả khoa học đầu tiên năm 1865.